# コーブルク闘争名誉章
コーブルク闘争名誉章（独 : Koburger Ehrenzeichen）は、ナチス・ドイツの勲章である。

## 概要

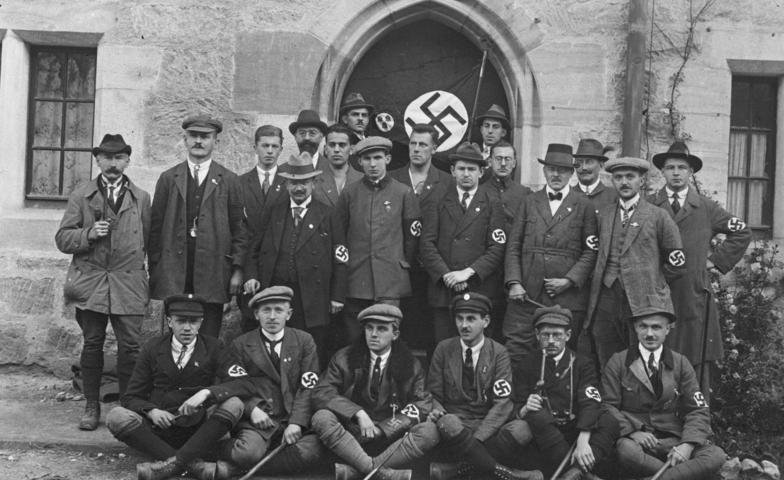
「ドイツの日」におけるナチ党員

1922年10月14日、国家社会主義ドイツ労働者党の指導者アドルフ・ヒトラーはバイエルン州北部の都市、コーブルクにおける『ドイツの日（Deutscher Tag）』と呼ばれた右翼団体の集会に参加するため、約650名の党員と突撃隊を率いて専用列車で向かった。
到着後、集会の妨害に来た極左団体やドイツ共産党との衝突が起こり、最終的にナチ党員によってこれらは撃退された。この騒動は、ナチ党にとっての最初の大規模な街頭闘争で党にとっても初めての勝利となり、後にヒトラーは著書「我が闘争」の中で、この出来事を「コーブルクへの列車」として記述し、ナチズム運動の名誉的な闘争として銘記した。
1932年10月15日、コーブルク闘争10周年を記念し、ナチ党はコーブルク闘争名誉章を発行し、闘争の参加者である凡そ422人から436人の古参党員（alte Kämpfer）へ勲章を授与した。その後、ナチ党はコーブルク闘争の日を毎年「ドイツの日」として祝日に制定していた。

## デザイン
デザインは当初、ルイ・ウォルターによって製作されたが、ヒトラーによって、突撃隊を象徴する垂直の剣が追加され修正された。全体はナチ党の象徴であるハーケンクロイツを基調としている。勲章の外周は『1922年～1932年、コーブルクはヒトラーと共に（MIT HITLER IN COBURG 1922-1932）』という文字が刻まれている。
ヒトラーによって発行された、叙勲証書の文面は、次のとおりである。